# Eutelia auratrix
Eutelia auratrix là một loài bướm đêm trong họ Noctuidae.